# Fontanellato
Fontanellato (Funtanlè in dialetto parmigiano) è un comune italiano di 7 071 abitanti della provincia di Parma in Emilia-Romagna.

## Geografia fisica
È un comune della bassa parmense, a 25 km a ovest di Parma; si trova in prossimità dell'autostrada A1 e a pochi chilometri dalla via Emilia, in piena pianura Padana.

## Storia
Il territorio corrispondente all'odierna Fontanellato risultava abitato già durante l'età del bronzo, come dimostrato dagli studi compiuti da Luigi Pigorini alla fine del XIX secolo.
Successivamente fu colonizzato dai Romani.
Il toponimo Fontanellato deriva verosimilmente dal medioevale "Fontana Lata" (fonte estesa), con riferimento ai fontanili, sorgive naturali di pianura che si osservano ancora oggi nella Bassa parmense; lo stesso fossato d'acqua, tuttora presente intorno alla rocca Sanvitale, è da associare a tali fenomeni sorgivi. Una massiccia bonifica avvenne poco dopo l'anno 1000 ad opera dei monaci cistercensi della poco distante abbazia di Fontevivo.
A partire dal 1100 Fontanellato si trovò al centro delle lotte tra i nascenti comuni, lungo la via Emilia; risale a quell'epoca il primo nucleo del castello: nel 1124 dai Pallavicino fu innalzata la prima torre difensiva del borgo.

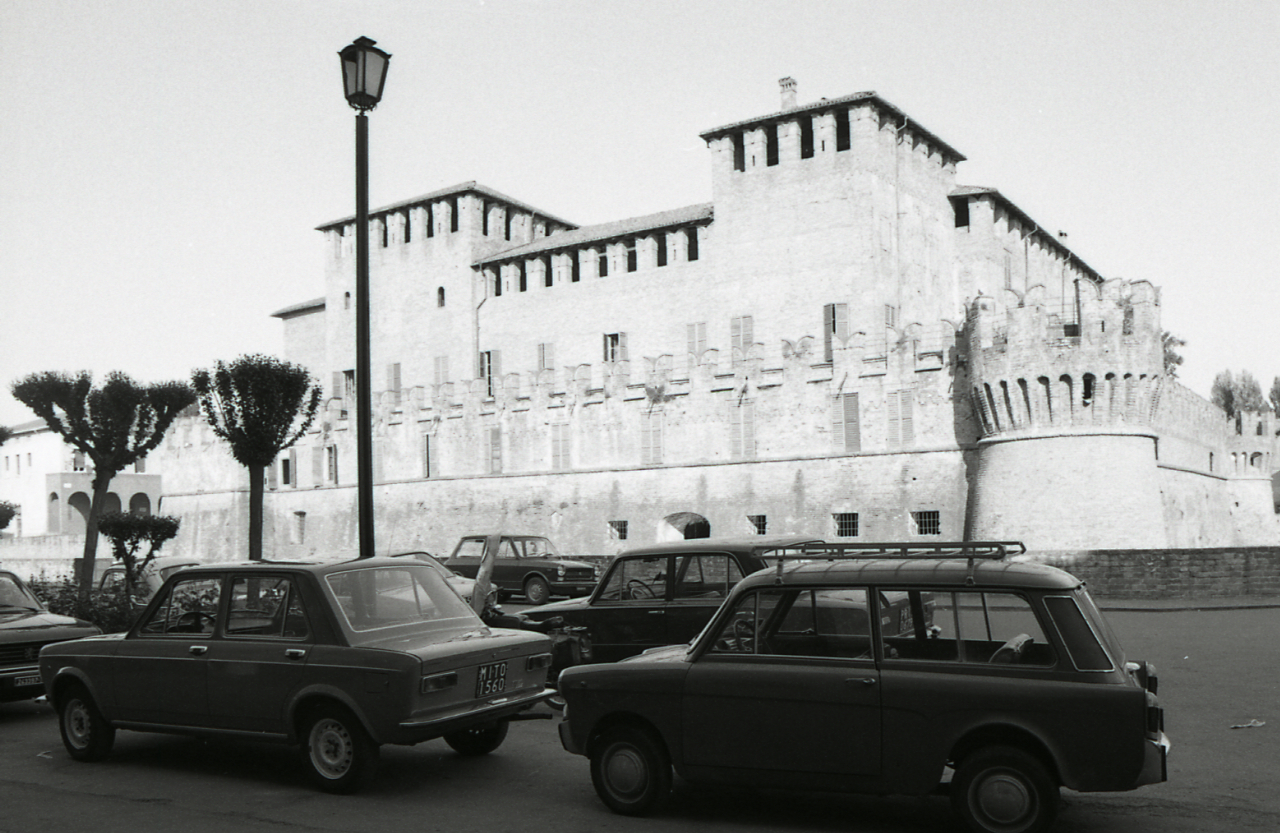
La rocca Sanvitale nel 1976

Nel 1145 Fontanellato fu ceduto da Oberto Pallavicino al comune di Piacenza; successivamente passò di mano varie volte, fino al 1386, anno in cui il duca Galeazzo Maria Visconti lo cedette al feudatario Antonio Sanvitale. Il 7 ottobre 1404, il citato duca Visconti, eresse il feudo di Fontanellato a contea, a favore di Giberto e Gian Martino Sanvitale.
Nel 1247, Salimbene de Adam passò per Fontanellato, come raccontato da lui stesso nella sua cronaca, dove incontrò tale Gerardo da Canale, che qui soggiornava. Gerardo da Canale, come narra sempre Salimbene, fu stretto amico dell'imperatore Federico II ma da questo fu infine ucciso "lo mandò in Puglia, e lo fece sommergere in alto mare con al collo legata una mola da macino" poiché sospettato di supportare i parmigiani, che proprio in quell'anno erano assediati dalle truppe imperiali di Federico.
Nei primi anni del XV secolo la gestione del territorio, della rocca, delle infrastrutture e del sistema legislativo, giudiziario ed esecutivo del territorio fontanellatese fu affidata sul piano operativo al podestà di Azarino Platoni.
Nel 1849, per ragioni d'igiene, viene chiusa la "fossa circondaria": un ampio fossato colmo d'acqua che cingeva interamente il borgo a sua protezione almeno dal XVI secolo.
La famiglia Sanvitale mantenne uno stretto legame col borgo per più di cinque secoli: solo nel 1948 Giovanni Sanvitale vendette il castello all'amministrazione comunale, che lo sottopose al completo restauro trasformandolo in un importante polo di attrazione turistica, sede di fiere, mostre e manifestazioni varie.

### Simboli
Lo stemma e il gonfalone del comune sono stati concessi con decreto del presidente della Repubblica del 14 febbraio 1951.
(D.P.R. 14 febbraio 1951)
La fontana si rifà al toponimo Fontanellato. In precedenza era in uso uno stemma raffigurante la sola fontana su un campo d'argento.
Il castello rappresenta la rocca Sanvitale, simbolo del paese e sede del Municipio dal 1948; la banda di rosso che lo attraversa è ripresa dallo stemma della famiglia Sanvitale, che era d'argento alla banda di rosso.
Il gonfalone è un drappo partito di rosso e di bianco.

## Monumenti e luoghi d'interesse
L'antico borgo conserva vari monumenti di interesse; di particolare pregio risulta la rocca Sanvitale, mentre attrae numerosi pellegrini il santuario della Beata Vergine del Santo Rosario.

### Architetture religiose

#### Chiesa di Santa Croce

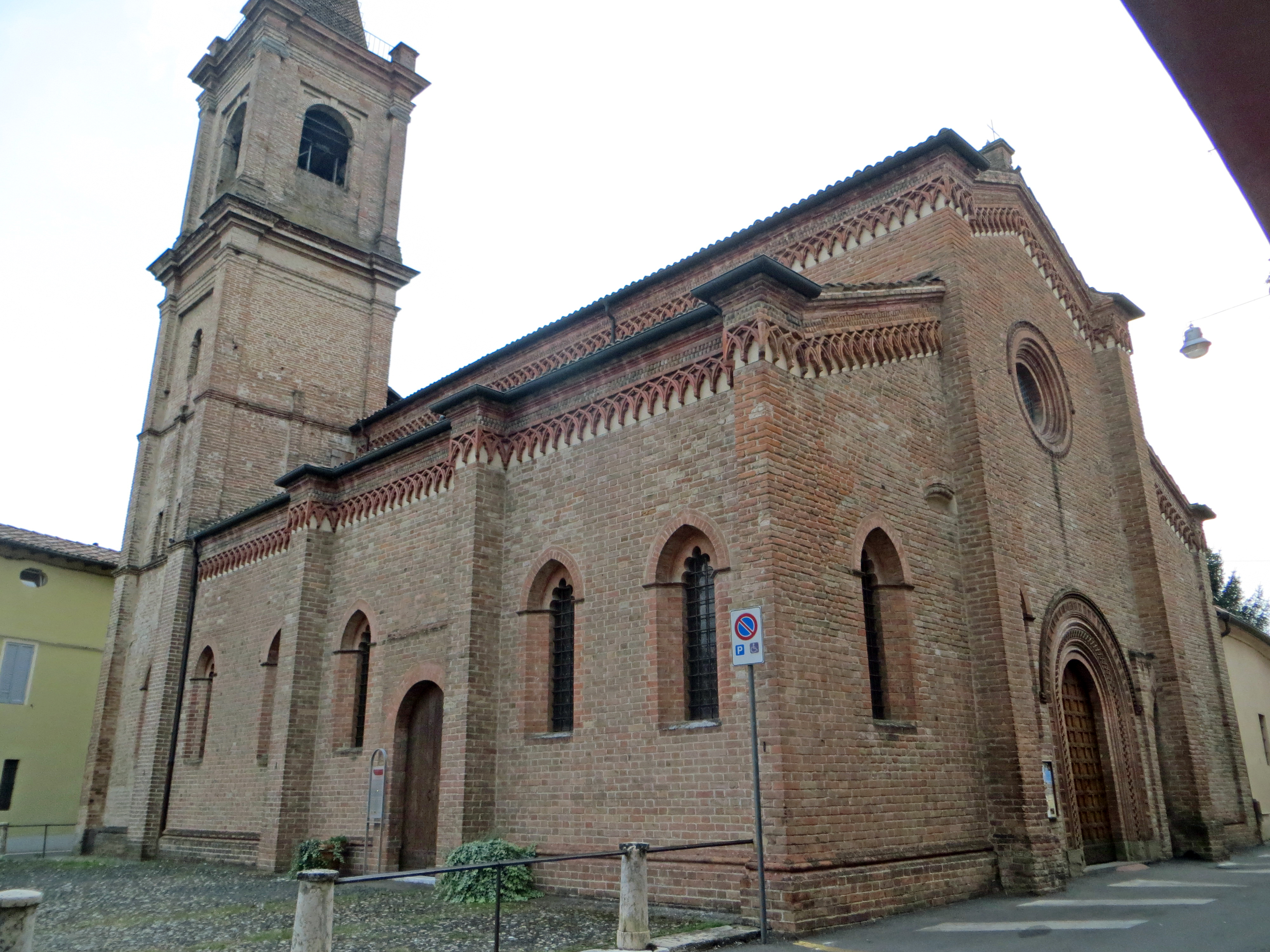
Chiesa di Santa Croce

Innalzata originariamente fra il 1437 e il 1447 per volere del conte Giberto II Sanvitale, la chiesa fu ampliata e ristrutturata in stile gotico nel 1503; modificata tra il 1837 e il 1852, fu restaurata nel 1912 dall'architetto Lamberto Cusani, che eliminò le decorazioni ottocentesche riportando alla luce le forme primitive. Le facciate in laterizio sono decorate con monofore ad arco ogivale e motivi ad archetti intrecciati; gli interni conservano alcune opere di valore, commissionate dai Sanvitale; di particolare pregio la sagrestia, interamente arredata con mobili barocchi finemente intagliati dallo scultore Giovanni Battista Biazzi nel 1693.

#### Oratorio di Santa Maria Assunta

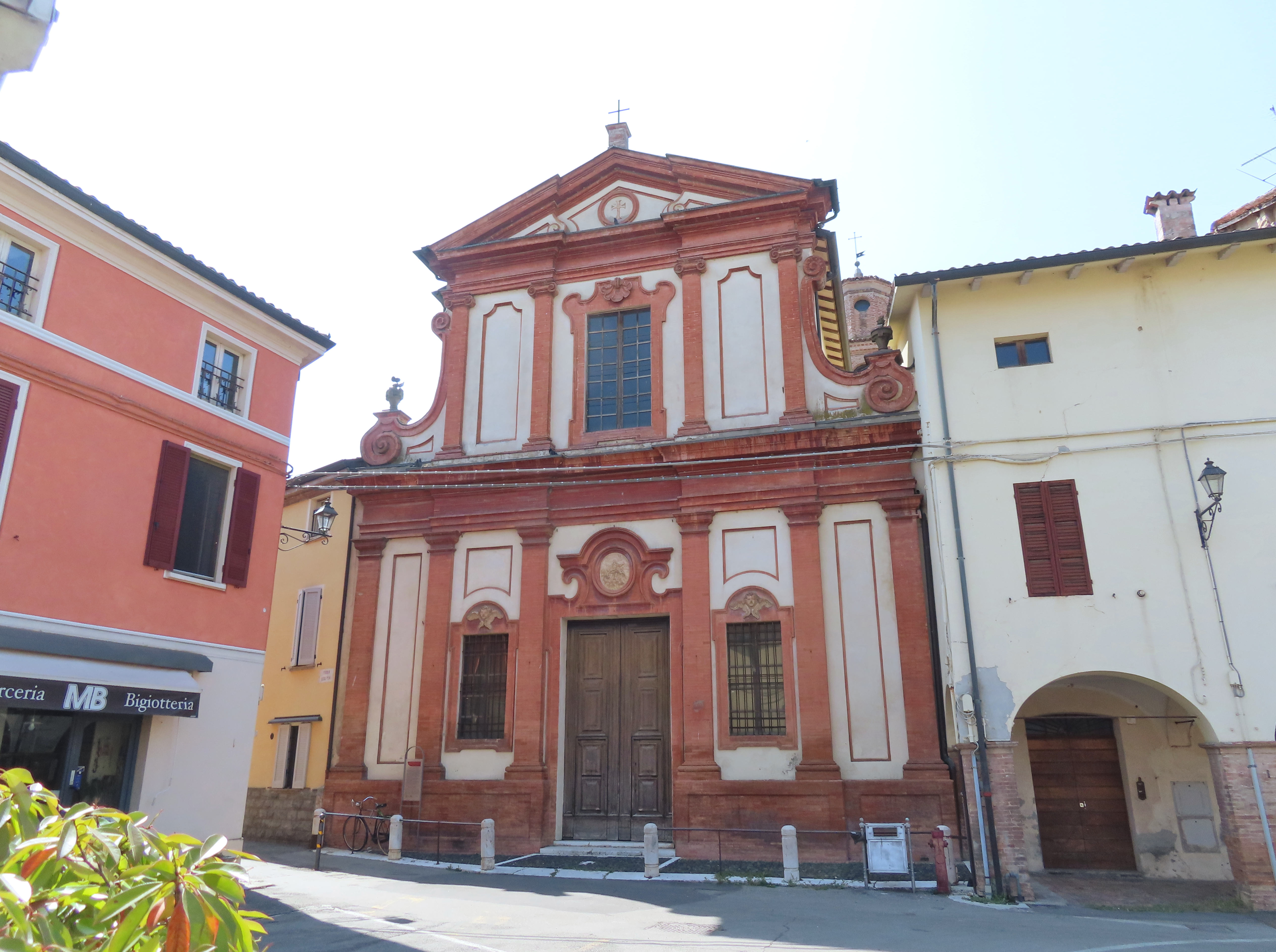
Oratorio di Santa Maria Assunta

Edificato originariamente nel 1572 per volere di Girolama Farnese, moglie del conte Alfonso Sanvitale, nel 1720 l'oratorio fu completamente ricostruito in stile barocco dalla confraternita del Santissimo Crocifisso, che, sotto la supervisione del conte Alessandro III Sanvitale, probabilmente ne affidò la progettazione all'architetto Adalberto della Nave. La navata è interamente ricoperta dalle decorazioni a tempera su muro create fra il 1789 e il 1791 dal pittore Antonio Bresciani all'interno dell'architettura dipinta eseguita da Gaetano Ghidetti. La sagrestia è arricchita dalle armadiature lignee in stile barocchetto, finemente intagliate dallo scultore Giulio Seletti nel 1720, e da quattro tele realizzate da Sebastiano Galeotti nel 1737.

#### Santuario della Beata Vergine del Santo Rosario

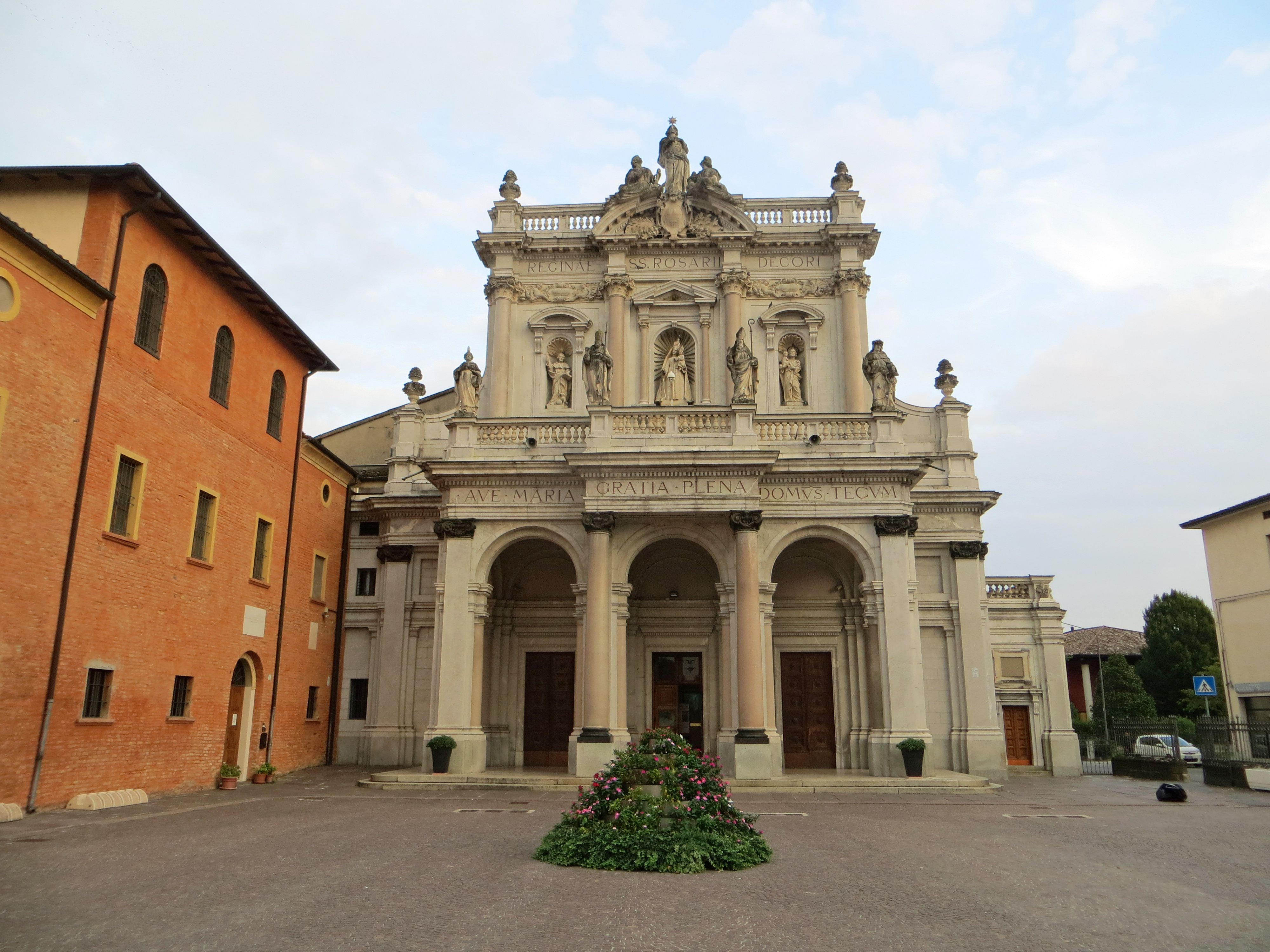
Santuario della Beata Vergine del Santo Rosario

Edificato dai frati domenicani nel 1514 sul luogo di un piccolo oratorio risalente al 1397, il santuario fu completamente ricostruito in stile barocco tra il 1641 e il 1660; elevato alla dignità di basilica minore nel 1903, fu arricchito nel 1912 della facciata neobarocca progettata dall'architetto Lamberto Cusani. All'interno sono conservate varie opere di pregio, tra cui gli affreschi della volta, i dipinti seicenteschi e settecenteschi, l'organo del 1696, gli arredi barocchi e i numerosissimi ex voto; tra le molteplici statue, è oggetto di grande devozione quella della Madonna del Rosario, scolpita nel 1615.

#### Chiesa di San Benedetto

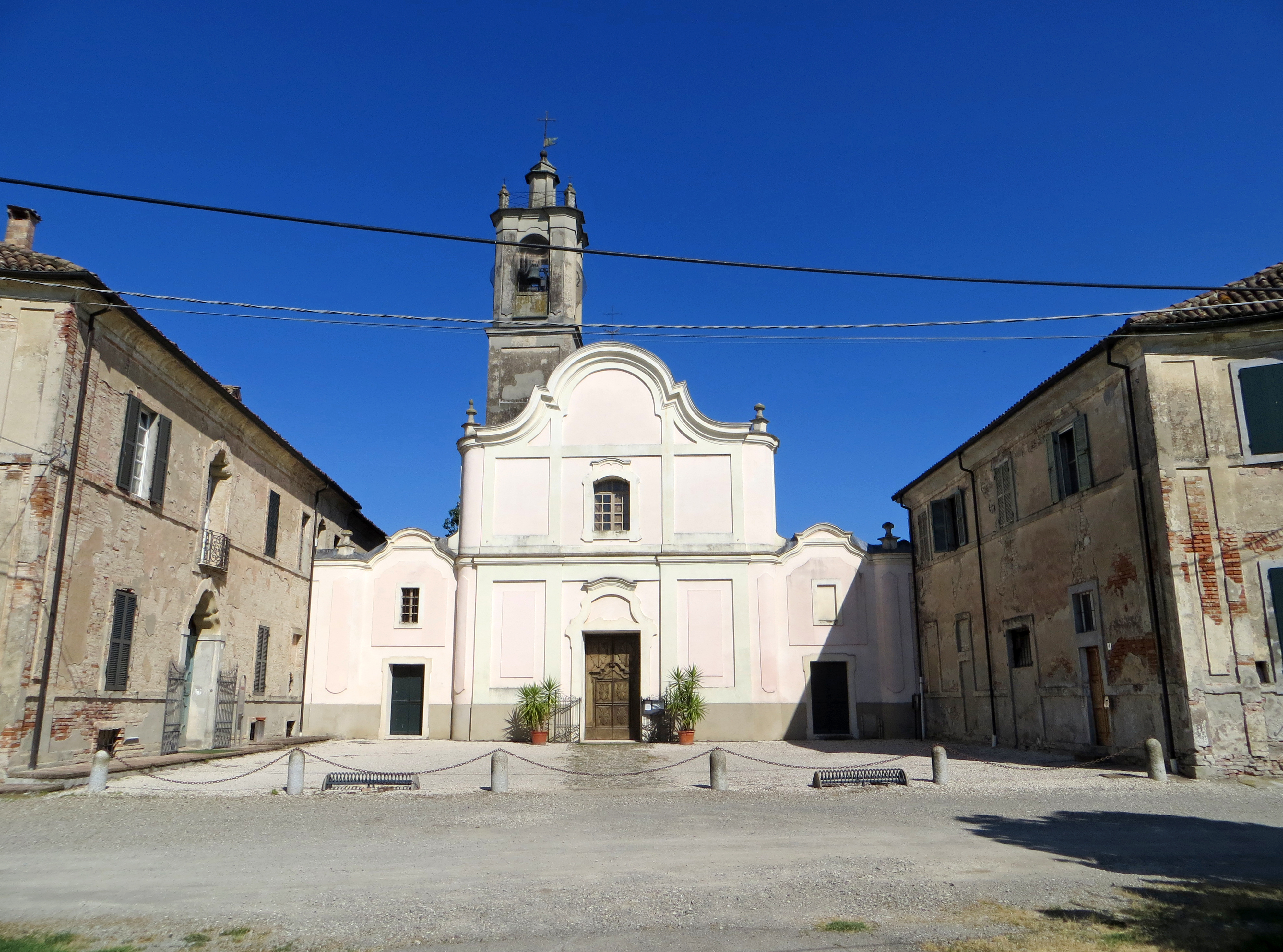
Chiesa di San Benedetto

Edificato originariamente tra l'XI e il XII secolo dai monaci benedettini appartenenti all'abbazia di Leno, il complesso di Priorato, all'epoca formato da chiesa e monastero, fu affidato nel XV secolo ai conti Sanvitale, che lo abbandonarono nel 1518. Il tempio fu completamente ricostruito in stile barocco tra il 1716 e il 1751, mentre l'abbazia fu abbattuta e al suo posto furono innalzati l'elegante canonica, sul lato sinistro del sagrato, e gli edifici annessi speculari, sul fianco opposto. Nel 1784 fu scavata sul retro della struttura una grande peschiera. Il luogo di culto, restaurato fra il 2008 e il 2010, è decorato internamente con affreschi, realizzati agli inizi del XX secolo sulla volta di copertura, e con stucchi settecenteschi in stile rococò, che delimitano le arcate, le finestre e le cornici della navata; di pregio anche gli arredi, risalenti al XVIII e al XIX secolo. La canonica ha numerosi ambienti affrescati.

#### Chiesa di Santa Maria Maddalena

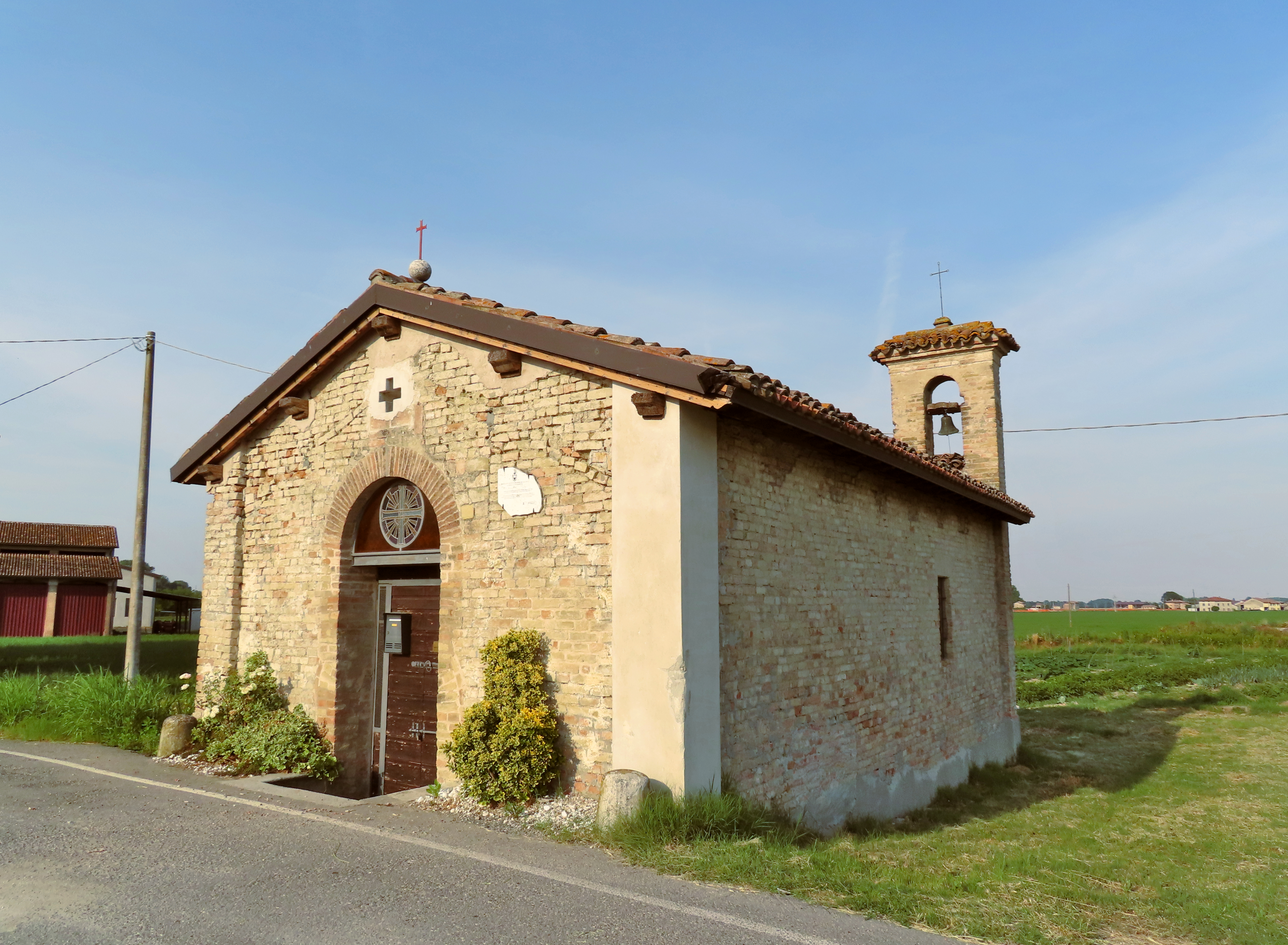
Chiesa di Santa Maria Maddalena

Edificata intorno al 1160 dai cavalieri Templari, la semplice chiesetta romanica di Toccalmatto fu affidata nel 1306 ai cavalieri Ospitalieri. Restaurata nel 1530 per volere dell'imperatore del Sacro Romano Impero Carlo V d'Asburgo, nella seconda metà del XX secolo cadde in stato d'abbandono in cui rimase fino al 2006, quando i proprietari la donarono ai Templari Cattolici d'Italia, che si occuparono dei completi restauri dell'edificio. Accanto alla chiesa sorge un fabbricato oggi modificato e trasformato in fattoria, unica testimonianza dell'antico complesso templare medievale.

### Architetture militari

#### Rocca Sanvitale

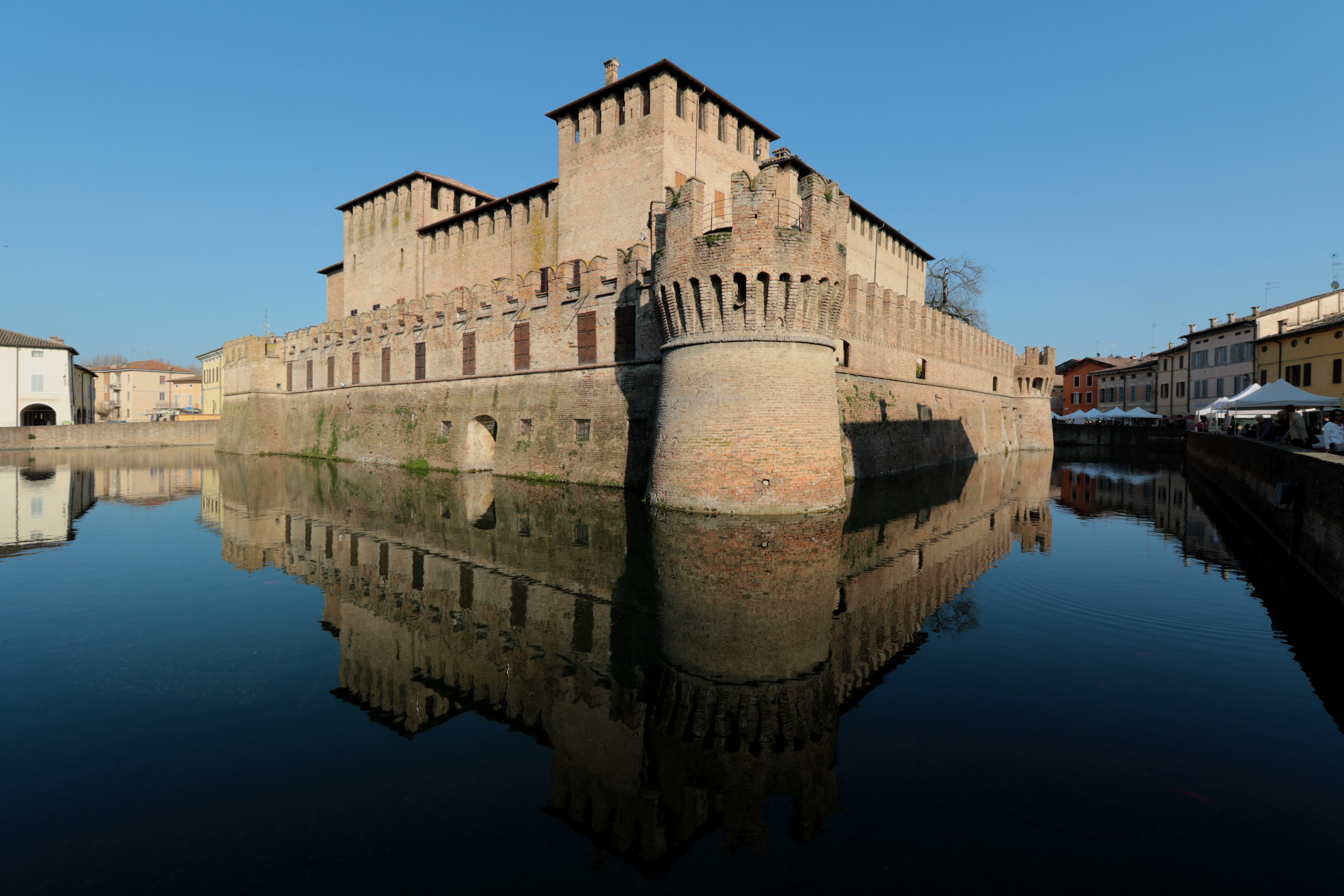
Angolo ovest della rocca Sanvitale

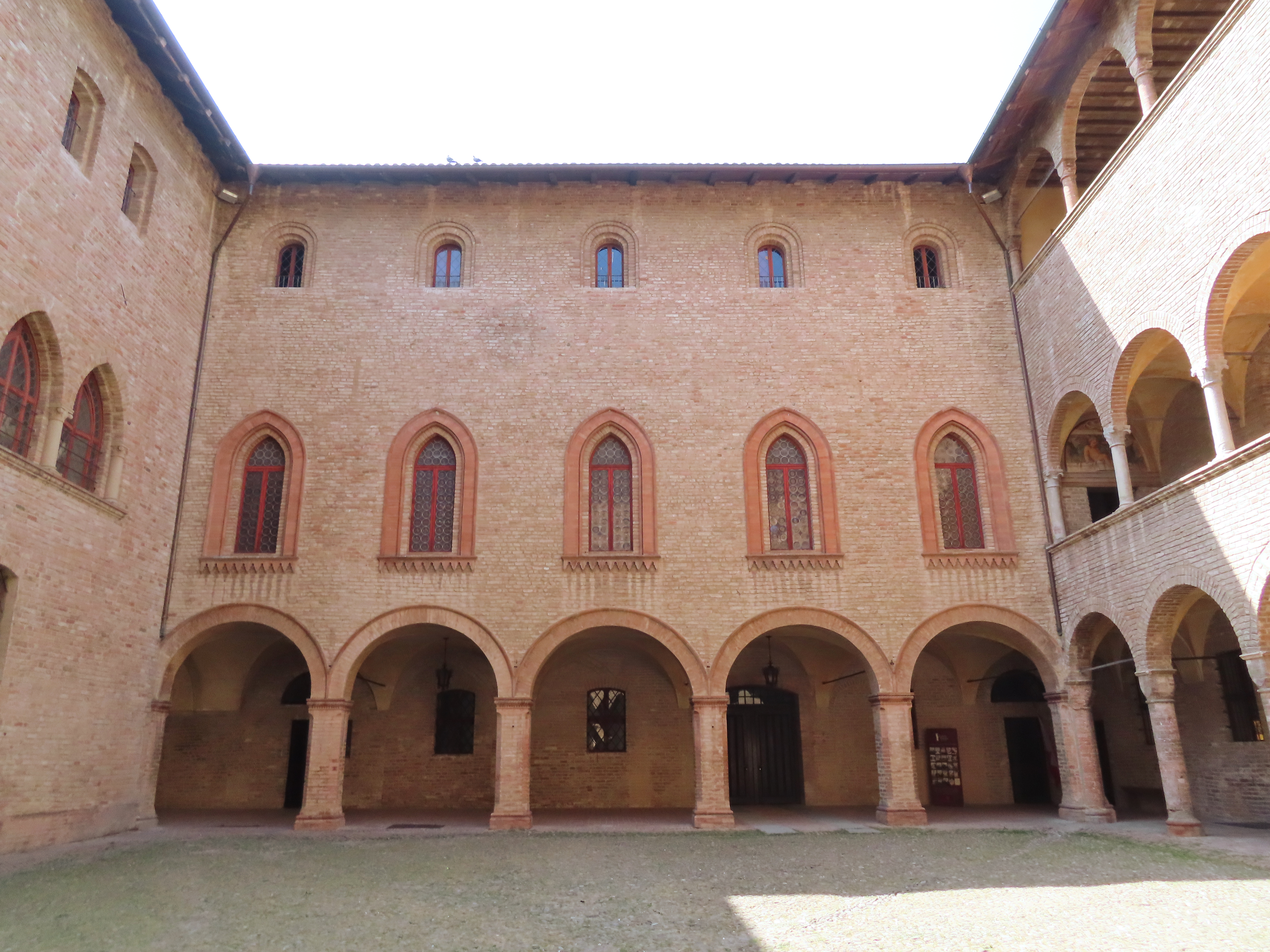
Cortile interno della rocca Sanvitale

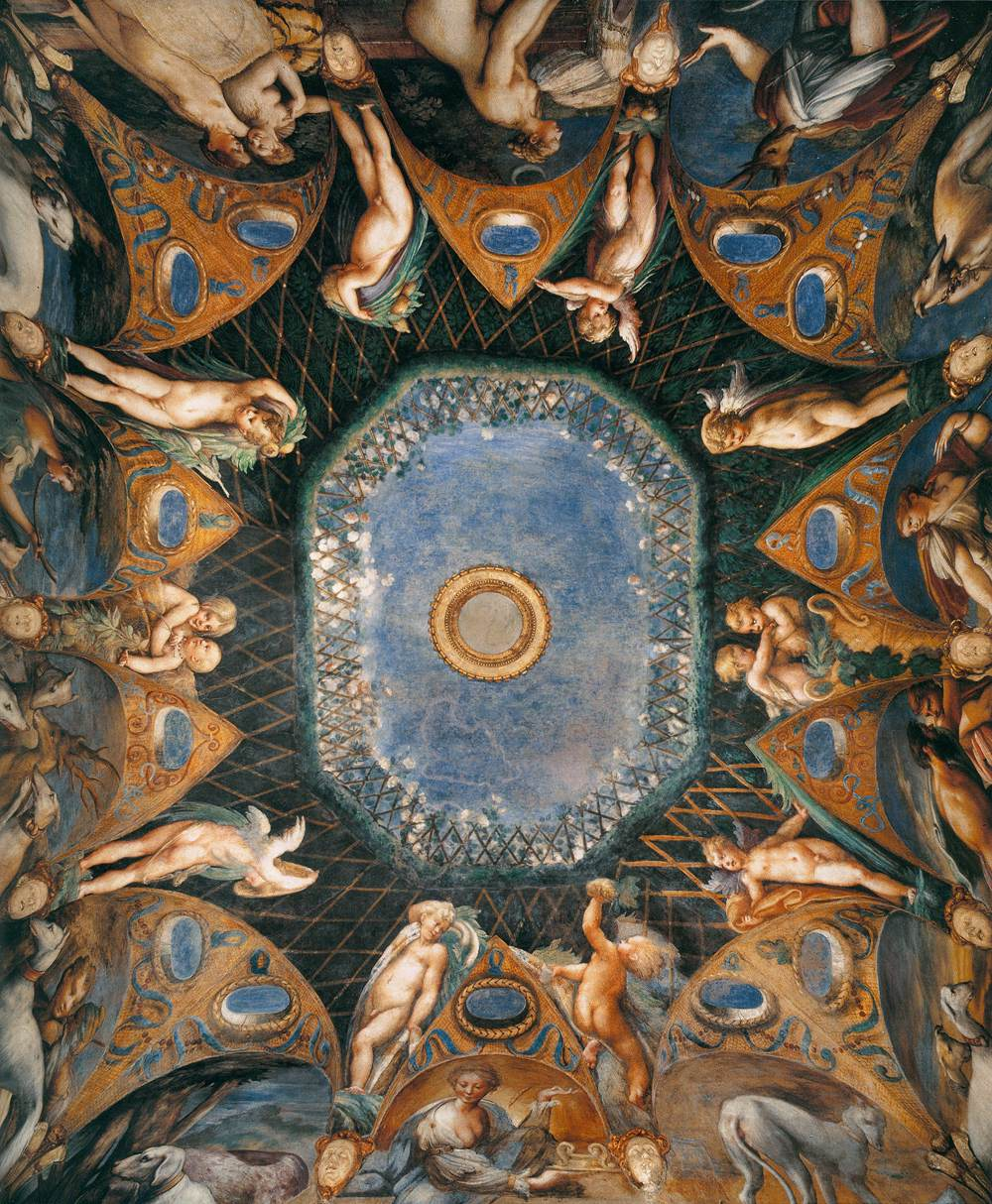
Volta della Stufetta di Diana e Atteone

Innalzata originariamente nel 1124 come torre difensiva per volere dei marchesi Pallavicino, la fortificazione, concessa in beneficio ai Sanvitale nel 1378, fu completamente ricostruita tra il 1386 e il 1400 circa e ampliata fino al XVI secolo.
Trasformata internamente in elegante dimora nobiliare, la rocca fu in parte modificata nel XIX secolo con la realizzazione del giardino pensile, la sistemazione del cortile interno con l'elegante loggiato su tre livelli e la creazione della camera ottica nella torre circolare a sud. Nel 1948 l'ultimo conte Giovanni Sanvitale vendette la rocca all'amministrazione comunale, che la adibì a sede municipale e aprì alcune sale al pubblico.
Al suo interno il castello conserva numerose sale visitabili al piano nobile e al piano terreno, ricche di affreschi in parte cinquecenteschi e ornate con pregevoli arredi e quadri risalenti al XVII e XVIII secolo; fra tutte spicca per importanza la saletta di Diana e Atteone, dipinta dal Parmigianino tra il 1523 e il 1524.

#### Porta di sopra

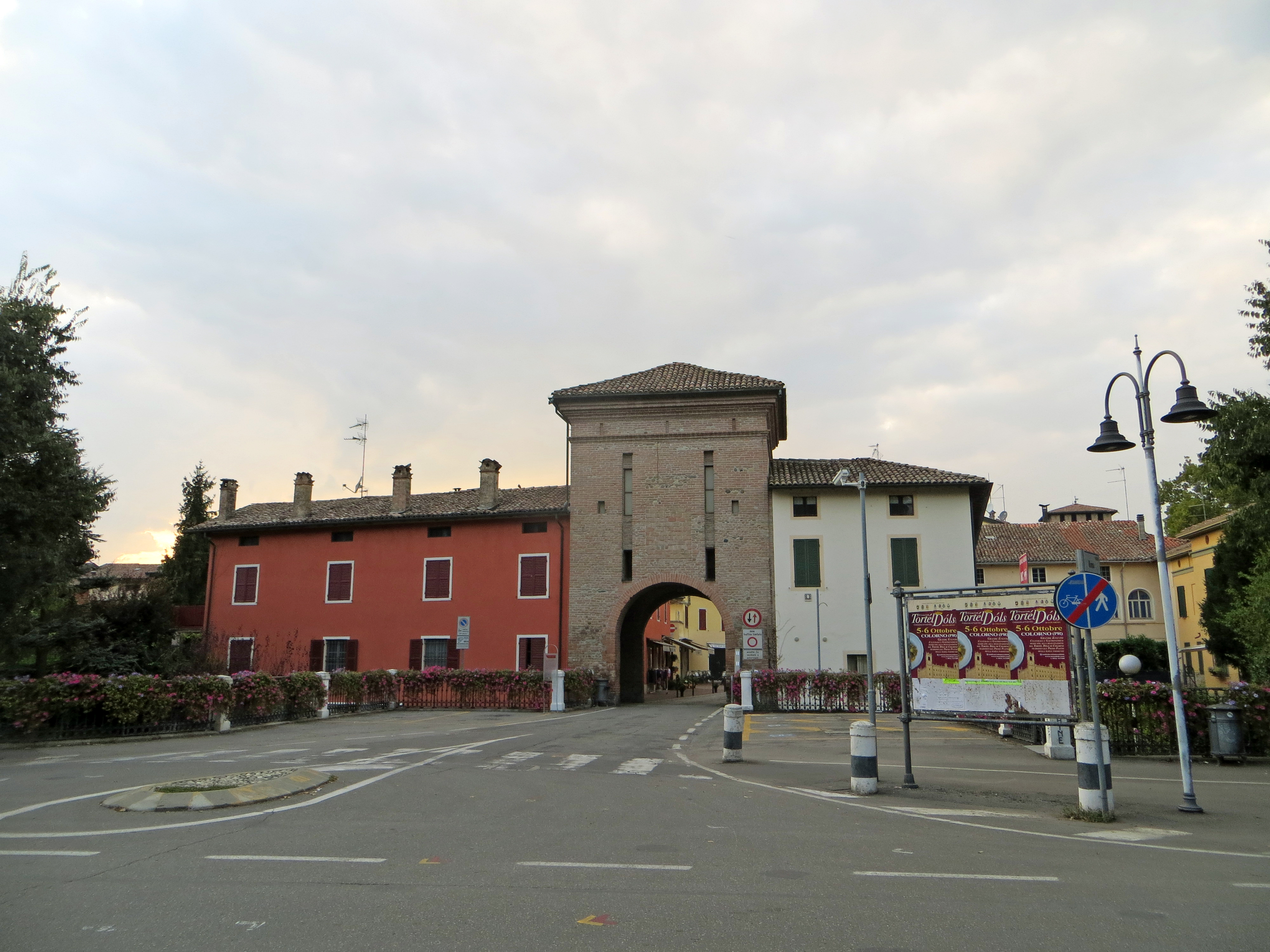
Porta di Sopra

Innalzato originariamente nel XV secolo quale porta cittadina della distrutta cinta muraria del borgo, il torrione gotico fu modificato alla fine del XVI secolo e trasformato al piano superiore in abitazione privata.

#### Castello di Parola
Edificato a partire dal 1227 per volere del podestà di Parma Torello de Strada in prossimità della via Emilia e del torrente Parola, il grande castello di Parola fu assegnato nel 1249 a Oberto II Pallavicino e distrutto nel 1267 dalle truppe parmigiane; ricostruito negli anni seguenti dai Pallavicino, nel 1325 fu dato alle fiamme da Rolando de' Rossi; caduto poi in rovina, se ne conservavano ancora alcuni ruderi ai lati della strada nella prima metà del XVIII secolo, in seguito completamente scomparsi.

### Architetture civili

#### Scuderie Sanvitale

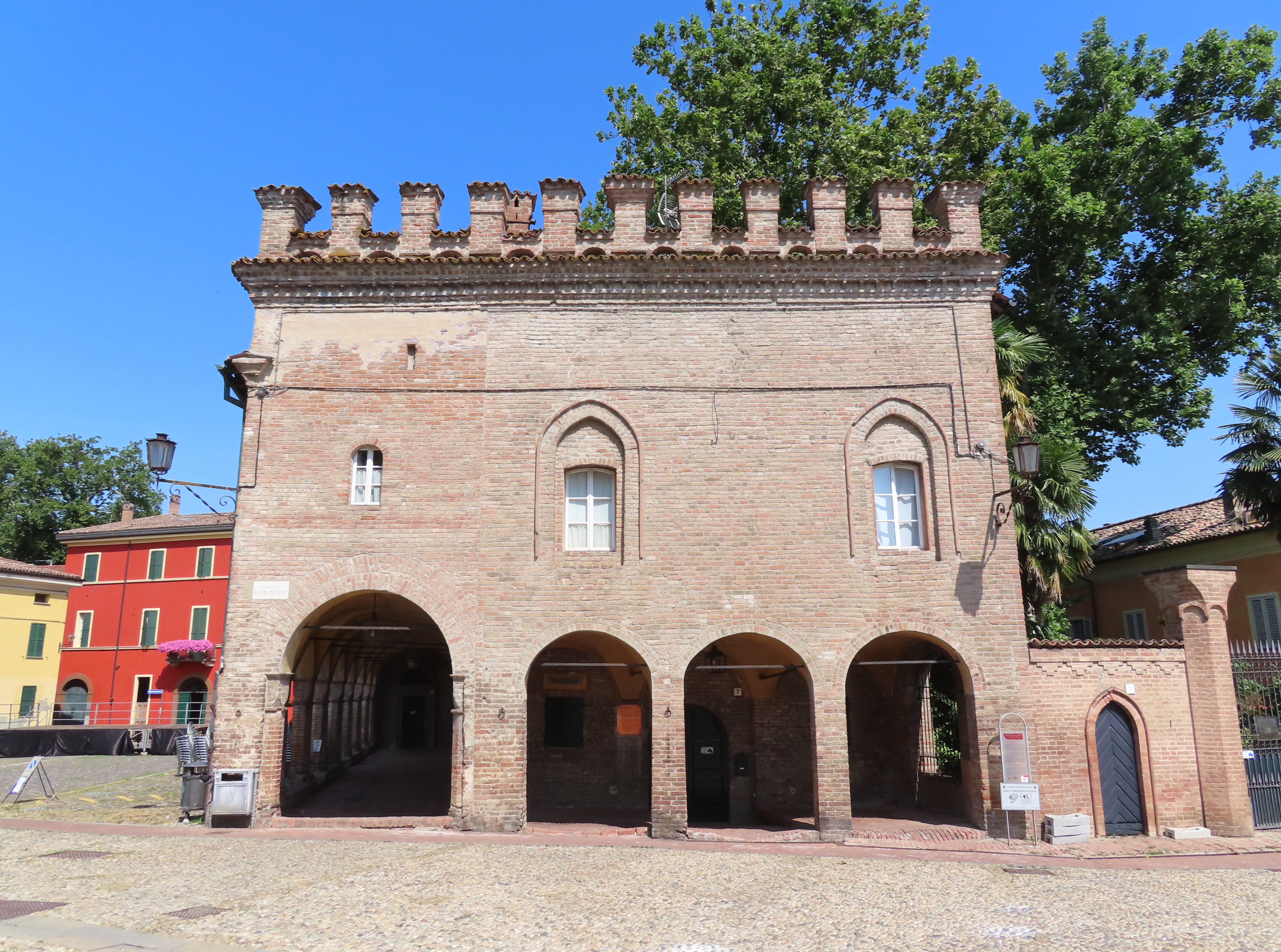
Scuderie Sanvitale

Edificate in stile gotico nel XV secolo, le scuderie della Rocca Sanvitale furono modificate intorno alla metà del XVII secolo con la costruzione del porticato; alla fine del XVIII secolo il contiguo teatro seicentesco fu abbattuto e sostituito con le serre neoclassiche, cui fu aggiunto e aggregato pochi anni dopo l'edificio del conservatorio femminile, poi trasformato nell'elegante residenza privata, oggi nota come Villa Gandini. Sul retro si sviluppa l'ampio parco romantico voluto dal conte Luigi Sanvitale.

#### Teatro Pompeo Piazza

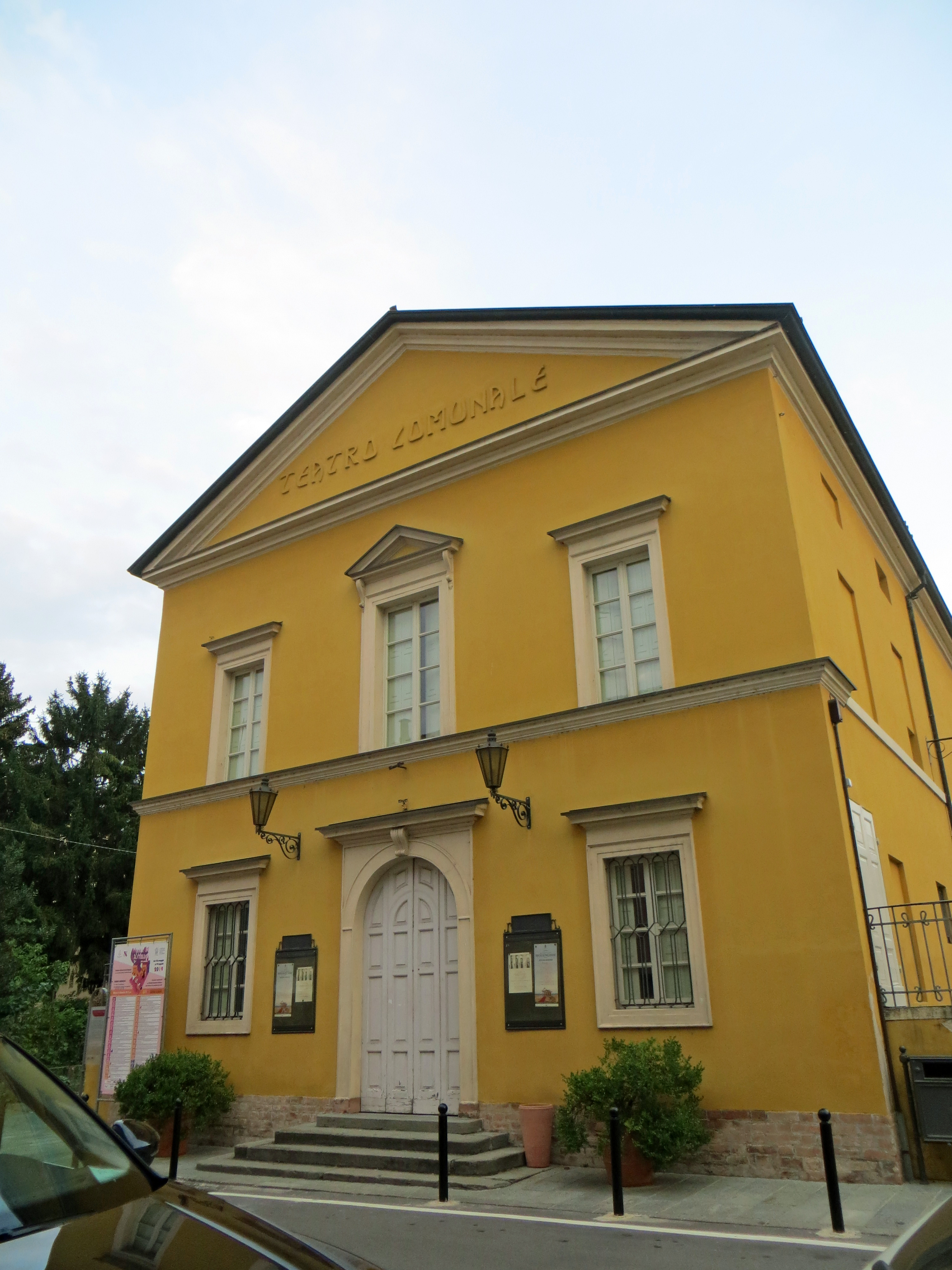
Teatro Pompeo Piazza

Edificato fra il 1864 e il 1866 su un terreno donato dal conte Luigi Sanvitale nel 1856, il teatro neoclassico progettato dagli architetti Pier Luigi Montacchini e Pancrazio Soncini fu leggermente modificato verso il 1940, perdendo parte delle decorazioni originarie; scampato alla riconversione in cinematografo progettata nel 1949, fu sottoposto a restauro conservativo nel 1967 e nel 2008. La sala spettacoli si sviluppa su una platea a pianta rettangolare con 2 ordini di palchi, per complessivi 210 posti a sedere; l'ambiente conserva alcuni affreschi del pittore Angelo Biolchi, che ornano le balaustre e parte del boccascena.

### Monumenti

#### Monumento ai caduti della prima guerra mondiale

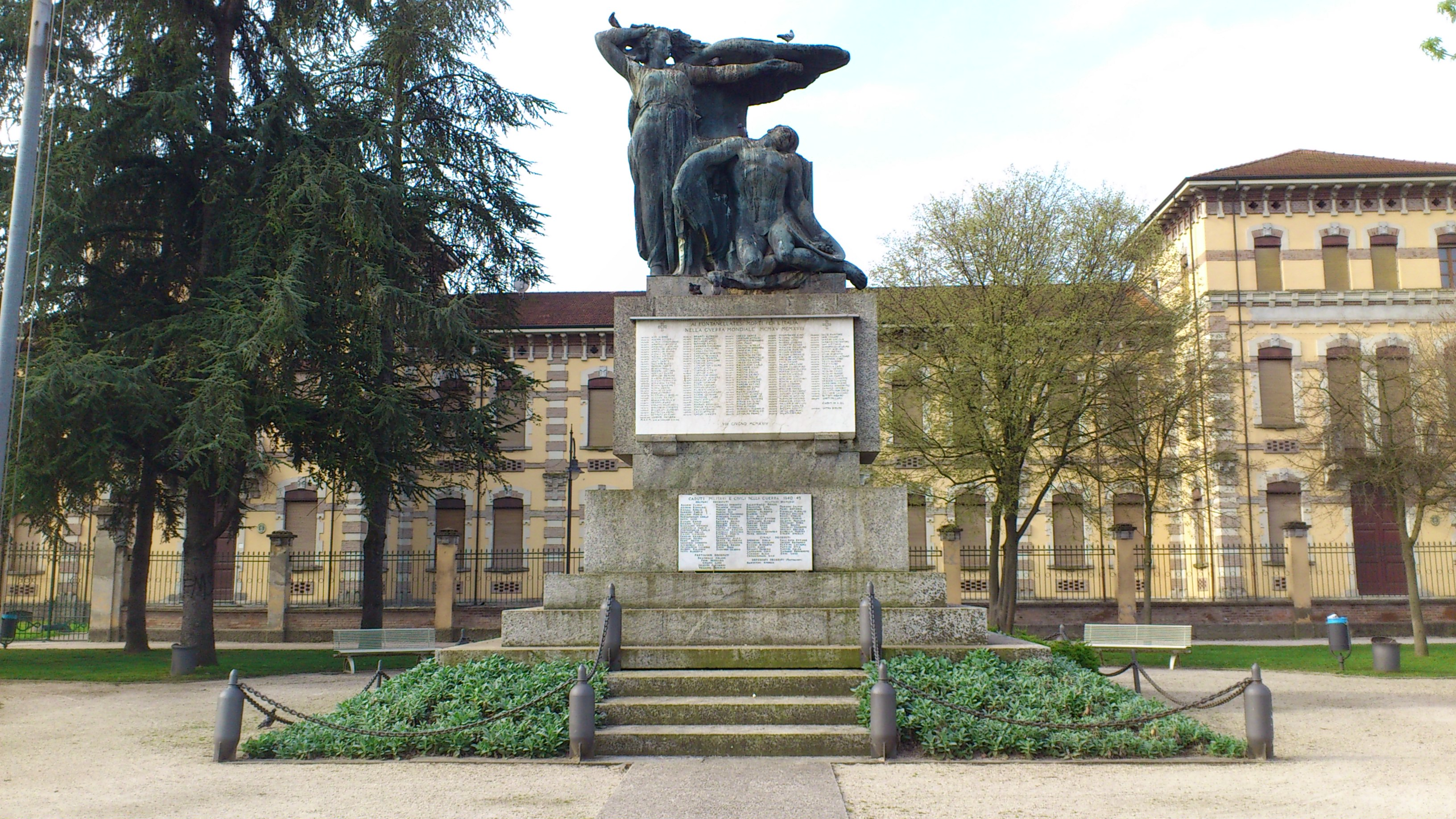
Monumento ai caduti della prima guerra mondiale

Inaugurato nel 1924 alla presenza della regina Margherita di Savoia, il monumento di gusto déco, realizzato dallo scultore Pier Enrico Astorri, è costituito da un alto basamento marmoreo su cui si innalzano due statue in bronzo raffiguranti la vittoria alata e, ai suoi piedi, un eroe caduto durante la prima guerra mondiale.

### Parchi e aree verdi

#### Labirinto della Masone

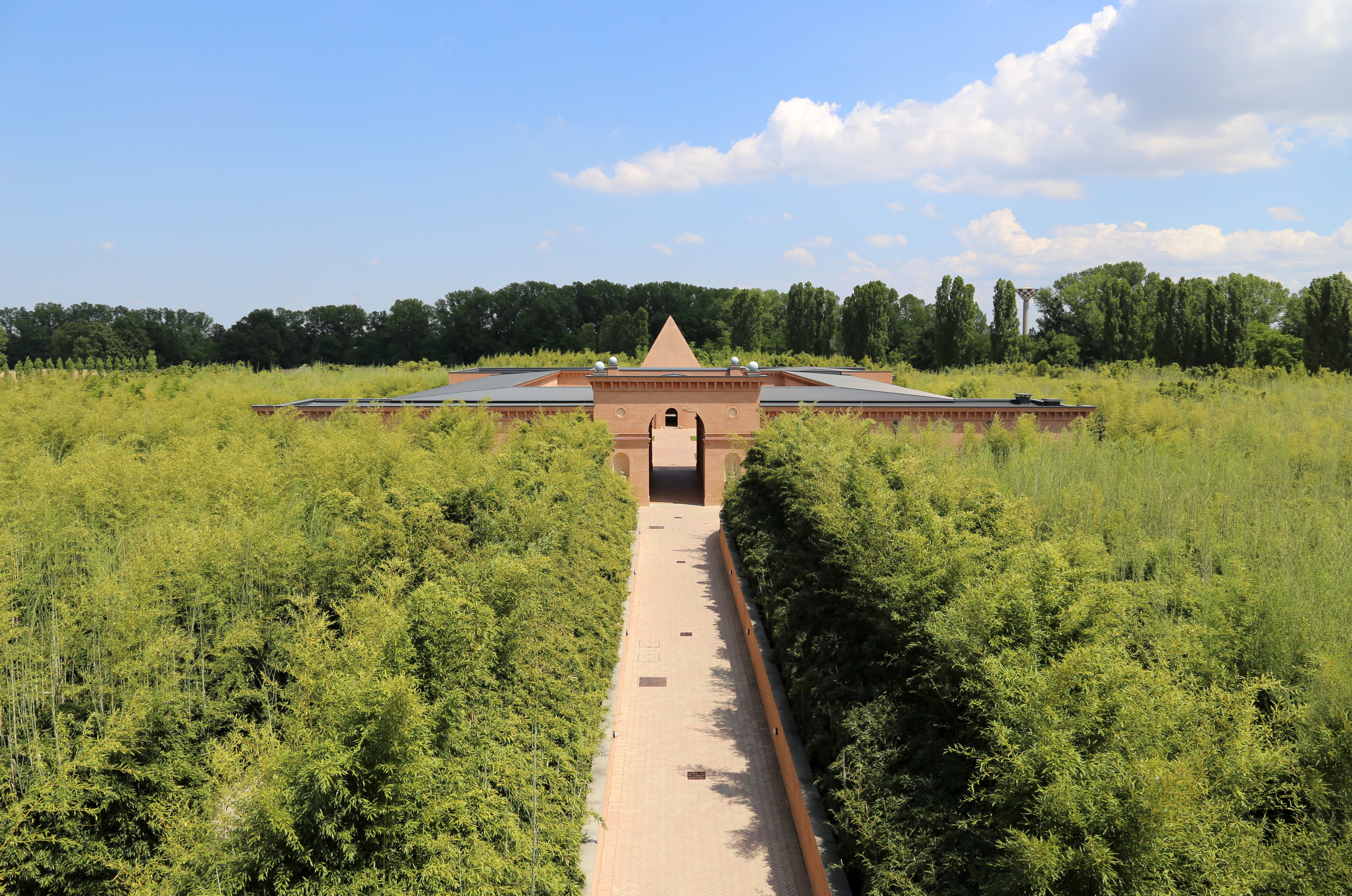
Labirinto della Masone

Nella campagna di Fontanellato (località Casalbarbato) l'editore Franco Maria Ricci ha progettato e realizzato un vasto labirinto, aperto al pubblico.

## Società

### Evoluzione demografica
Abitanti censiti

### Etnie e minoranze straniere
Al 31 dicembre 2023 la popolazione straniera era di 965 persone, pari al 13,57% della popolazione.

### Istituzioni, enti e associazioni
- Centro Cardinal Ferrari - Santo Stefano Riabilitazione. È un centro medico, dotato di 115 posti letto, specializzato nella riabilitazione post-ricovero dei pazienti con patologie neurologiche e danni cerebrali a seguito di ictus, infarti, malattie neuro-degenerative, traumi gravi e incidenti. Fornisce i servizi in regime di ricovero ospedaliero ordinario e di day hospital. La struttura, che si trova a Fontanellato in viale IV Novembre, fu ricavata in un antico palazzo adiacente al santuario della Beata Vergine. Prima di divenire un centro medico, l'edificio era adibito a collegio per bambini orfani o con famiglie in gravi difficoltà economica e gestito dalle suore domenicane. Dopo la chiusura del collegio la struttura è rimasta chiusa fiino al 1999, quando, a seguito di restauri e opportune modifiche, è divenuta il centro clinico che è oggi.
- Ospedale civile Lorenzo Peracchi. Costruito sul finire dell'Ottocento, è stato attivo fino agli anni '50. Era un ospedale specializzato nella lungodegenza post-operatoria, che si protraeva per periodi superiori a un mese. La struttura serviva gran parte dei comuni della bassa occidentale. A seguito di modifiche, ristrutturazioni e grazie agli ampi spazi verdi che lo circondavano, a partire dagli anni '60 l'edificio è divenuto una casa di riposo per anziani, mantenendo il medesimo nome.

## Cultura

### Musica

#### Corpo bandistico "Luigi Pini"
Nel 1872 il consiglio comunale di Fontanellato fondò una banda musicale, composta da 16 elementi diretti da Casimirio Zoppi. Nel 1910 gli successe Guido Carra, organista del Santuario, compositore e insegnante di pianoforte e armonia presso la scuola di musica locale. Sotto la direzione di Carra la banda fu chiamata "Banda del Fascio" e con questo nome debuttò in un concerto a Fidenza, in occasione di una visita di Benito Mussolini. Per un certo periodo il complesso poté vantare la collaborazione del maestro Gino Barabaschi (1878–1947), fontanellatese d'origine e primo fagotto nell'Orchestra sinfonica "Santa Cecilia" di Roma. La banda si sciolse nel 1930 per motivi politici, legati al nome dell'istituzione che in quegli anni non fu più gradita, considerando anche il fatto che quattro fontanellatesi persero la vita in un agguato della milizia fascista.
Il corpo bandistico "Luigi Pini" è stato fondato nel 1980, a cinquant'anni dallo scioglimento della banda precedente. La fondazione si deve all'ex sindaco Pompeo Piazza, al consigliere comunale Lamberto Grignaffini, al maestro e direttore musicale Roberto Botti e ad altri appassionati di musica provenienti da alcuni comuni limitrofi, tra cui il pianista e direttore di coro Roberto Marchesi, il riparatore di strumenti musicali Gianfranco Occhi, il maestro Bruno Mussini, docente al Conservatorio di Parma di strumentazione per banda. Il debutto avvenne nel febbraio del 1982 al carnevale di Busseto. Il complesso è dedicato a Luigi Pini, fontanellatese, inventore del corno a pistoni.
Dal 1980 al 2015 la direzione artistica e musicale è stata tenuta dal maestro Roberto Botti (1954–2018), diplomato in clarinetto presso il Conservatorio di Parma. Dal 2015 al 2024 la Banda è stata diretta da Aldo Boccacci, diplomato in clarinetto sempre al Conservatorio parmigiano. Da novembre 2024 la direzione è passata in mano ad Alberto Conforti.
Maestri direttori:
- Casimirio Zoppi dal 1872 al 1910.
- Guido Carra dal 1910 al 1930, organista del Santuario.
- Roberto Botti dal 1980 al 2015, clarinettista e docente di educazione musicale alle scuole medie.
- Aldo Boccacci dal 2015-2024, clarinettista, docente di clarinetto nelle scuole musicali e membro dell'Ensemble De La Paix.
- Alberto Conforti 2024-in attività, Clarinettista.

La banda conta circa 45 elementi, la maggior parte dei quali provengono dalla scuola interna, in cui il maestro Boccacci è docente di teoria, solfeggio e strumenti ad ancia semplice. La banda in convenzione con il Comune tiene delle sfilate fisse: il 24 aprile, il 1º maggio, il 2 giugno e la prima domenica di novembre, per la commemorazione dell'armistizio del primo conflitto mondiale. Inoltre, presso il Teatro Comunale "Sanvitale", il sabato precedente al Natale si esibisce in un concerto di musica operistica, leggera e folk, mentre il 24 dicembre sfila per le vie del paese a suon di musica natalizia. È gemellata con diverse bande italiane e ha tenuto molti concerti e rassegne in Italia, Svizzera e Germania, dove nel 2006 si è gemellata con la banda di Kissleg. L'8 luglio del 2008, dopo un concerto nella rocca del paese, si è gemellata con la fanfara di Falköping (Svezia).
Nel maggio e giugno del 2009 ha sponsorizzato e prodotto la Rassegna bandistica, ospitando le bande di Vezzano Ligure, Albareto (Bedonia) e Carate Brianza. 
Il 22 maggio del 2010 ha festeggiato i 30 anni di attività in un concerto di gala al Teatro di Fontanellato. Ha partecipato a sfilate con i corpi di Majorette (scuola di Fiorenzuola) per importanti carnevali, quali il carnevale di Busseto e il carnevale di Castelnovo di Sotto. Tra i gemellaggi con le bande italiane si citano la banda di San Casciano in Val di Pesa, di Vezzano Ligure e il Corpo bandistico municipale Giuseppe Verdi di Parma.

### Cucina
In tema enogastronomico, Fontanellato ospita la mostra-mercato dei prodotti tipici italiani La dispensa dei Sanvitale. Inoltre, a Fontanellato si tiene il Festival Librogustando, che abbina i prodotti tipici di qualità all'editoria enogastronomica italiana.

## Economia
Il comune, a vocazione turistica, ha ricevuto il riconoscimento "Bandiera arancione" del Touring Club Italiano e fa parte delle associazioni "Città d'arte e cultura" e "Cittaslow - Città del buon vivere e della buona tavola".

## Infrastrutture e trasporti
Posta lungo la strada provinciale 11, fra il 1893 e il 1939 Fontanellato era servita da una stazione della tranvia a vapore Parma-San Secondo-Busseto che percorreva tale direttrice stradale.
Il servizio suburbano è svolto mediante autoservizi gestiti da TEP.

## Amministrazione
Di seguito è presentata una tabella relativa alle amministrazioni che si sono succedute in questo comune.

### Sindaci eletti dal consiglio comunale
| Periodo       | Periodo       | Primo cittadino    | Partito                                            | Carica                  | Note |
| ------------- | ------------- | ------------------ | -------------------------------------------------- | ----------------------- | ---- |
| aprile 1945   | dicembre 1949 | Francesco Zanella  |                                                    | Sindaco                 |      |
| dicembre 1949 | aprile 1950   | Emilio Brianti     |                                                    | Sindaco                 |      |
| aprile 1950   | marzo 1965    | Pompeo Piazza      | Partito Comunista Italiano                         | Sindaco                 |      |
| marzo 1965    | aprile 1966   | Rino Bragadini     | Partito Socialista Democratico Italiano            | Sindaco                 |      |
| aprile 1966   | giugno 1966   |                    |                                                    | commissario prefettizio |      |
| giugno 1966   | giugno 1983   | Pompeo Piazza      | Partito Comunista Italiano                         | Sindaco                 |      |
| giugno 1983   | novembre 1990 | Claudio Bernardini | Partito Comunista Italiano                         | Sindaco                 |      |
| novembre 1990 | marzo 1993    | Mauretta Ferrari   | Partito Socialista Italiano, alleanza con DC e PRI | Sindaco                 |      |
| marzo 1993    | giugno 1993   | Adriano Trivelloni | Partito Comunista Italiano                         | Sindaco                 |      |

### Sindaci eletti direttamente dai cittadini
| Periodo        | Periodo        | Primo cittadino        | Partito                                                                 | Carica  | Note   |
| -------------- | -------------- | ---------------------- | ----------------------------------------------------------------------- | ------- | ------ |
| 1993           | 1997           | Vincenzo Bernazzoli    | Partito Democratico della Sinistra-L'Ulivo                              | Sindaco | [ 28 ] |
| 1997           | 2001           | Vincenzo Bernazzoli    | L'Ulivo - Rifondazione Comunista                                        | Sindaco | [ 28 ] |
| 2001           | 2006           | Maria Grazia Guareschi | DL-La Margherita                                                        | Sindaco | [ 28 ] |
| 2006           | 2011           | Maria Grazia Guareschi | lista civica appoggiata dai Democratici di Sinistra e poi dal PD        | Sindaco |        |
| 30 maggio 2011 | 5 giugno 2016  | Domenico Altieri       | "Fontanellato Progresso", Partito Democratico, PSI e civici di sinistra | Sindaco | [ 28 ] |
| 5 giugno 2016  | 4 ottobre 2021 | Francesco Trivelloni   | "Fontanellato Progresso", Partito Democratico e civici di sinistra      | Sindaco | [ 28 ] |
| 4 ottobre 2021 | in carica      | Luigi Spinazzi         | "Fontanellato Progresso", Partito Democratico e civici di sinistra      | Sindaco | [ 28 ] |

### Gemellaggi
- Falköping, dal 2004
- Kißlegg, dal 1991
- Wells

## Sport

### Calcio
A Fontanellato sono presenti l'U.S. Fontanellatese e l'A.S.D. Fontanellato che disputano il campionato di seconda categoria.